# Baranof Warm Springs
Pour les articles homonymes, voir Baranof.
Baranof Warm Springs est une localité d'Alaska aux États-Unis situé à l'est de l'Île Baranof, dans l'archipel Alexandre du Passage Intérieur, borough de Sitka. Son nom lui vient d'Alexandre Baranov, le premier gouverneur de la Compagnie russe d'Amérique. 

## Situation - accès
Baranof Warm Springs est située sur la Warm Springs Bay, à l'extérieur du passage Chatham Strait, à proximité de Baranof Lake et de la rivière Baranof qui forme, entre le lac et la localité, une série de rapides et de chutes d'eau
La localité est toute petite, un seul habitant y réside toute l'année. Par contre, elle héberge une quinzaine de résidences de loisirs saisonniers. Elle dépend de la juridiction de Sitka, et ne comporte que deux commerces, un magasin d'alimentation générale et de fournitures, et un hébergement. La Poste, ouverte en 1907 a cessé ses activités en 1912. Le lieu n'est accessible que par hydravion en provenance de Sitka ou en motoneige en hiver. Il n'y a pas de route ni de service de ferry pour le desservir. Il n'y a pas non plus de rues ni de chemins à l'intérieur de la localité, seul un passage en planches, entretenu par les habitants, permet de longer la rivière.

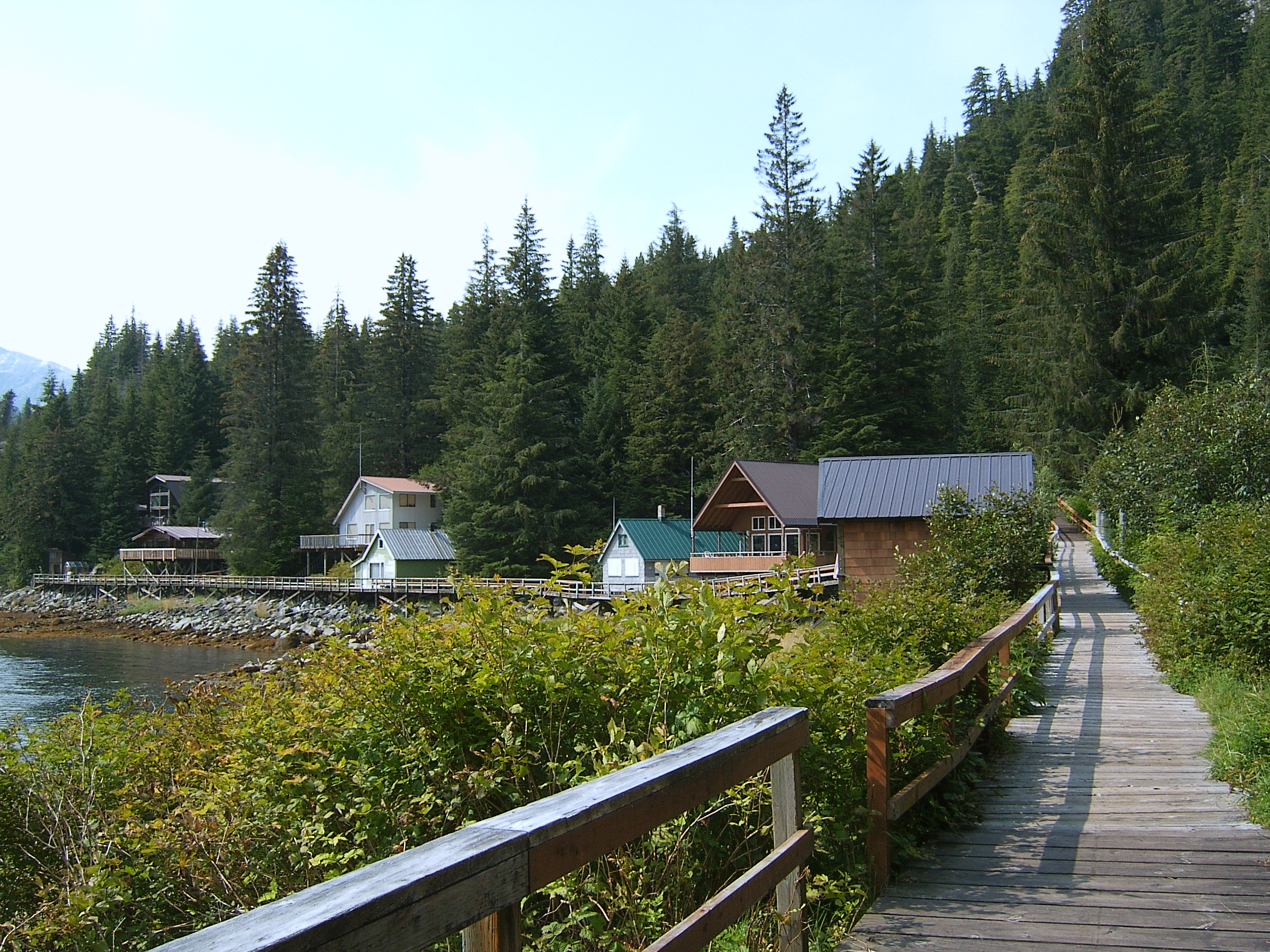
Baranof Warm Springs

## Les sources chaudes et autres activités
Elles représentent la principale attraction de l'endroit. Au nombre de neuf, leur température avoisine les 50 degrés Celsius. Une seule est aménagée. La communauté a construit un établissement de bains pour les visiteurs qui ne souhaitent pas se rendre directement à l'émergence des sources.
Les autres activités sont la pêche en été, et la navigation de plaisance sur le lac. Un refuge forestier, au nord ouest du lac Baranov peut accueillir des randonneurs, mais il n'est accessible que par bateau ou hydravion, la pente du terrain en  interdisant l'accès pédestre. 

## Référence
- (en) Cet article est partiellement ou en totalité issu de l’article de Wikipédia en anglais intitulé « Baranof Warm Springs, Alaska » (voir la liste des auteurs).